# Château de Nogent-le-Roi
Le château de Nogent-le-Roi est un château situé à Nogent-le-Roi, commune du département français d'Eure-et-Loir.

## Historique
Pierre de Brézé fit construire un château fort au milieu du XVe siècle sur l'emplacement d'un ancien château lorsque le roi de France, Charles VII, lui céda la seigneurie.
Ce château fut détruit sous la Révolution : le 29 novembre 1796, Laurent Morin, architecte à Chartres, l'achète au département d'Eure-et-Loir et le revend le 18 août 1798 à Armand Pierre Claude Emmanuel Testu, négociant à Paris, et Jacques Michel Vallou, demeurant à Mérantais, commune de Magny-les-Hameaux, pour 12.000 francs. L'acte de revente indique : "le ci-devant château de Nogent-le-Roulebois en l'état où il est maintenant, et ce qui n'en a pas été démoli par ledit Morin", dans l'acte il est précisé : « il ne reste plus dudit ci-devant château que le plancher supérieur du rez-de-chaussée et les caves étant au-dessous, le surplus ayant été par lui (le citoyen Morin) abattu. »
Le château actuel date de 1863 et fut construit par Alfred Chapelain dans un style néo Louis XIII. Il reste de l'ancien château un mur de courtine et deux tours carrées.
Les vestiges de la forteresse médiévale, ainsi que l'éolienne pour l'alimentation en eau datant du Second Empire, sont inscrits au titre de monument historique depuis 1993.

Le château et l'éolienne du parc
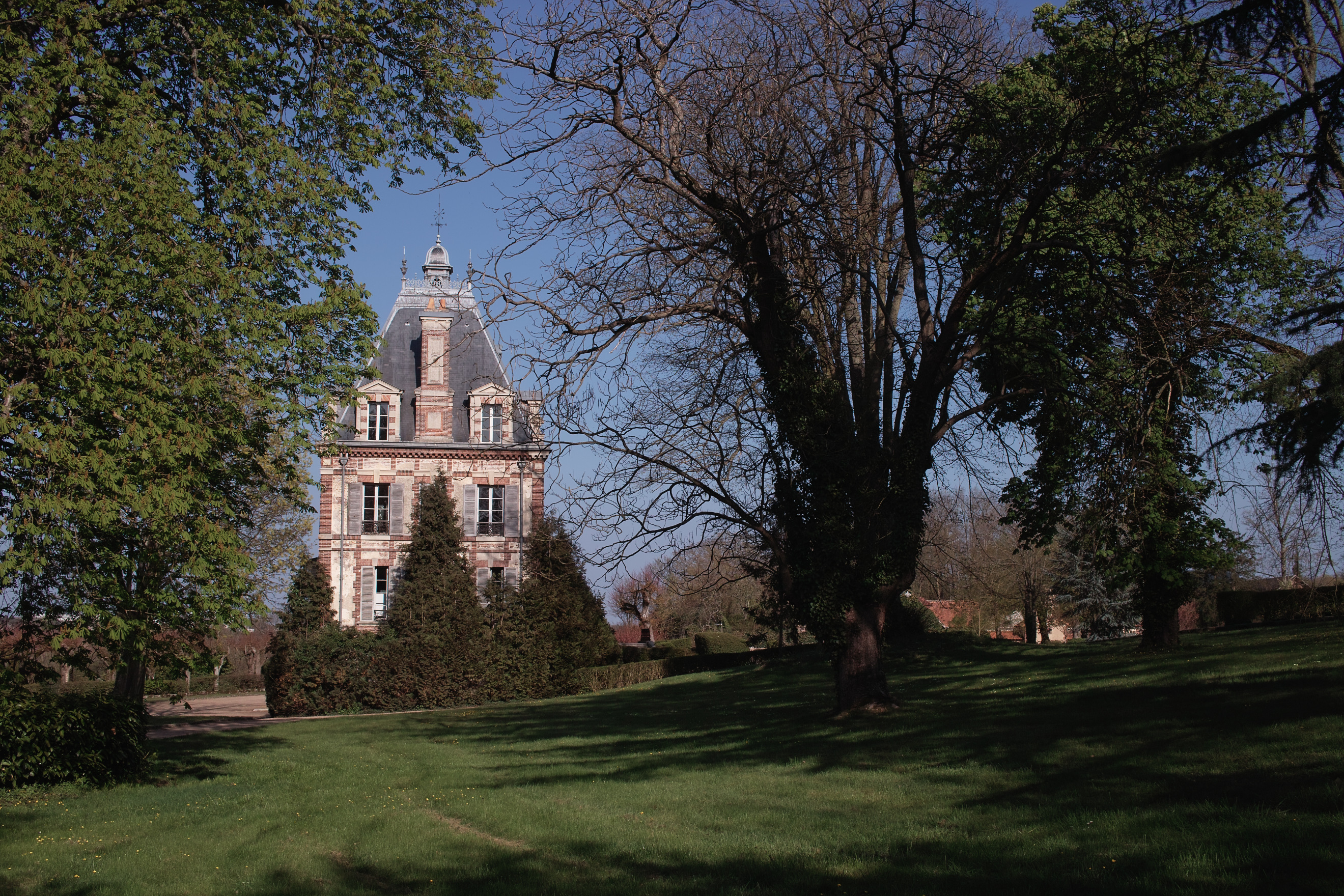
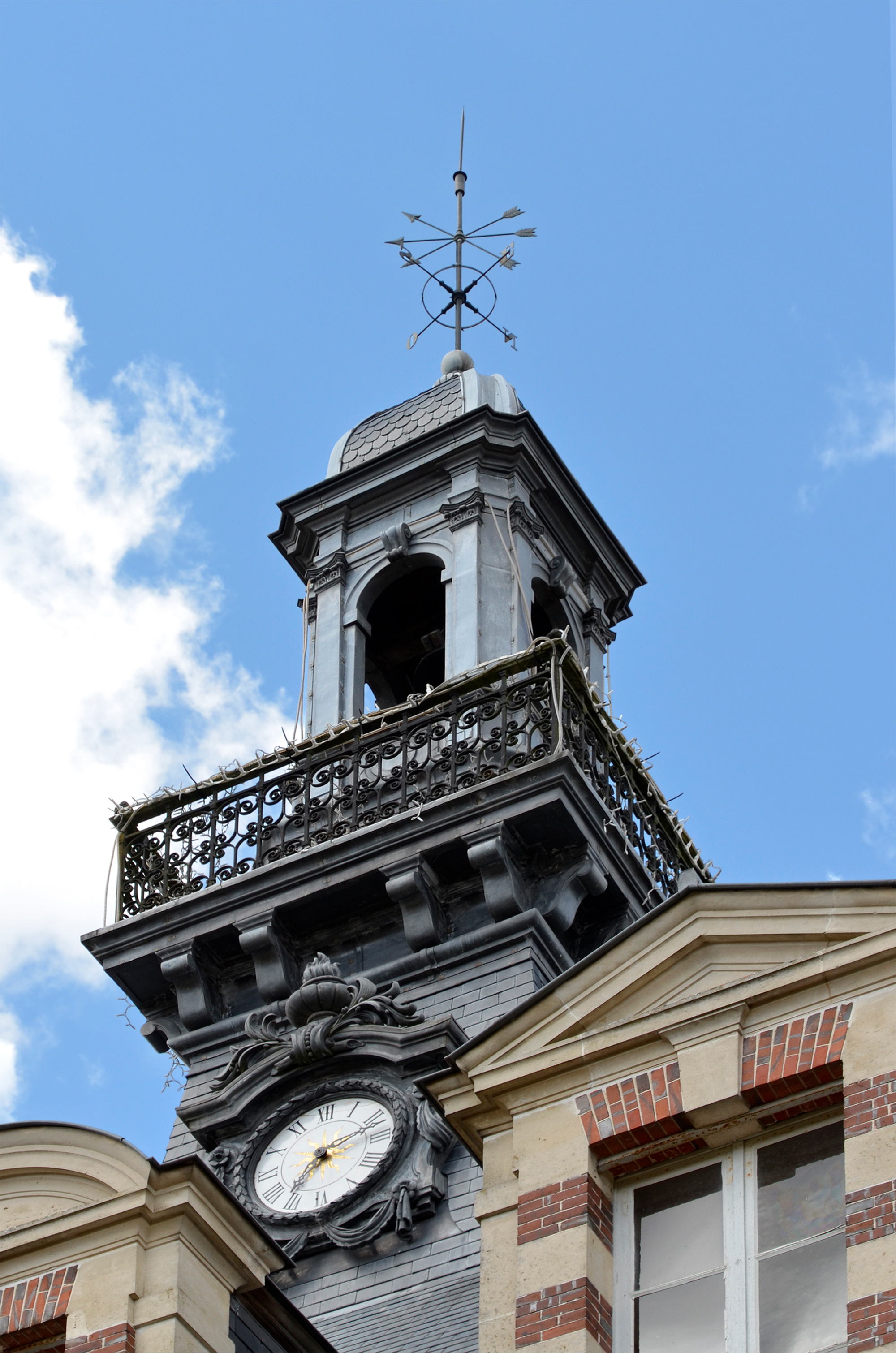
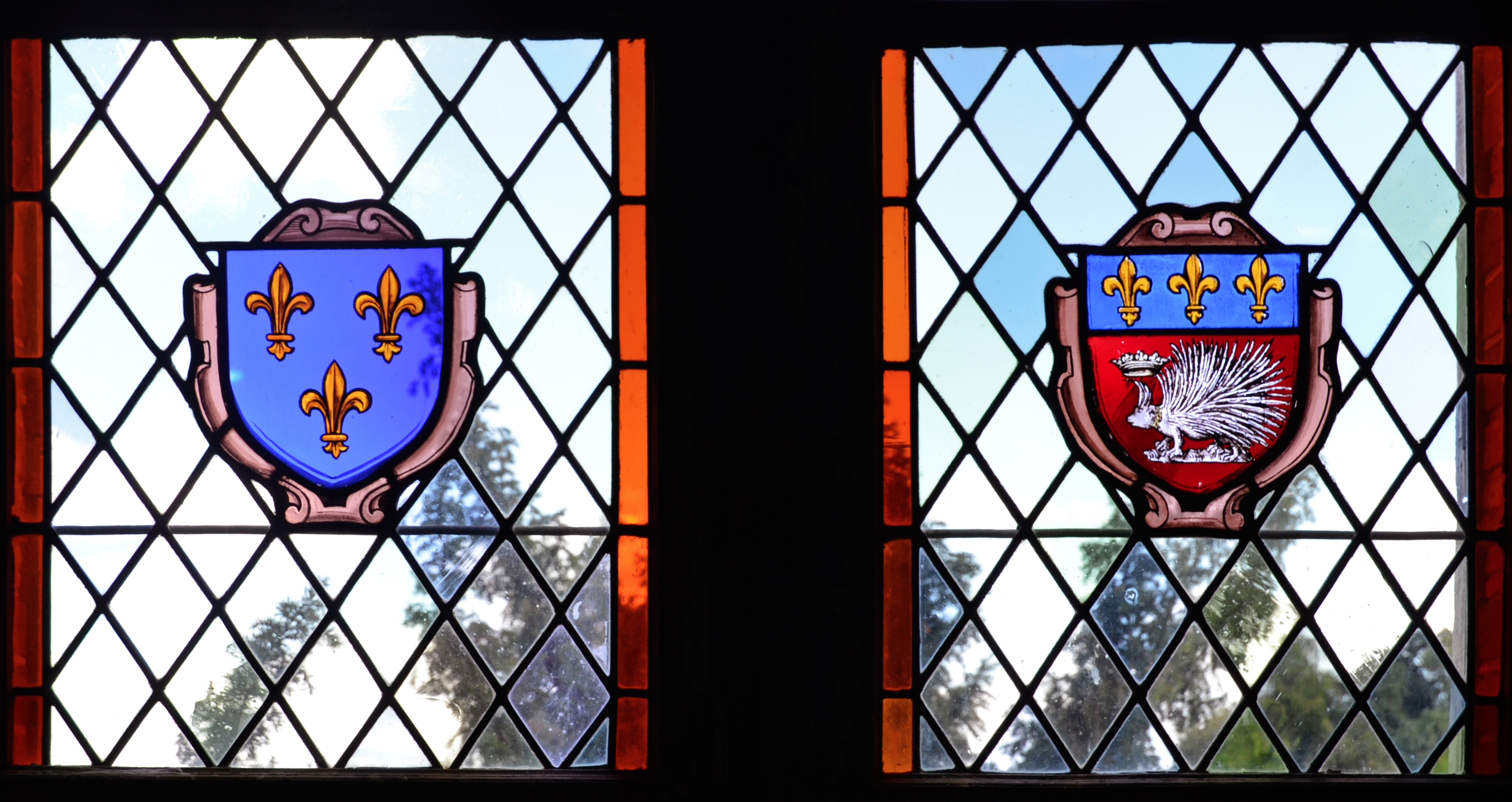
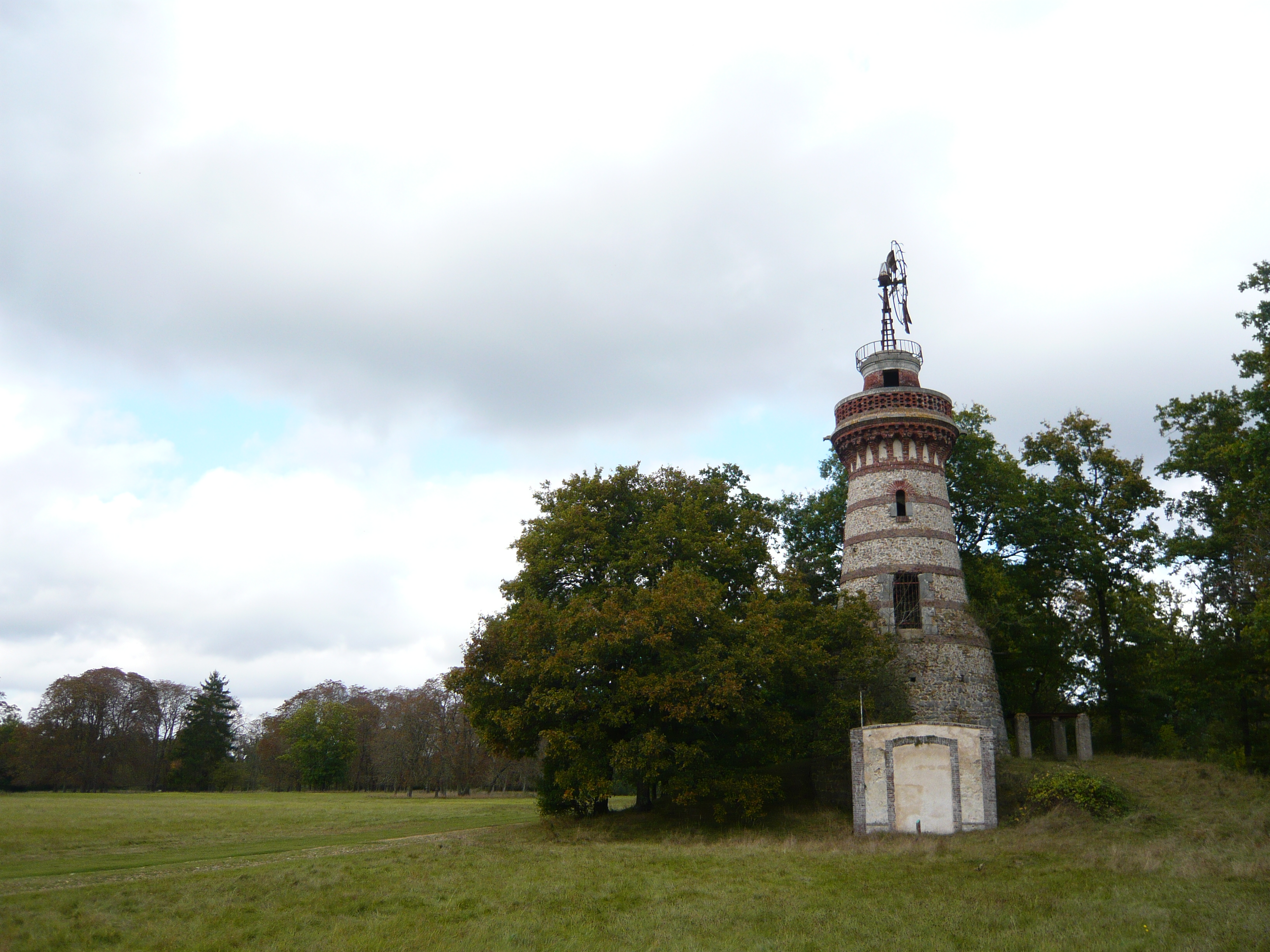
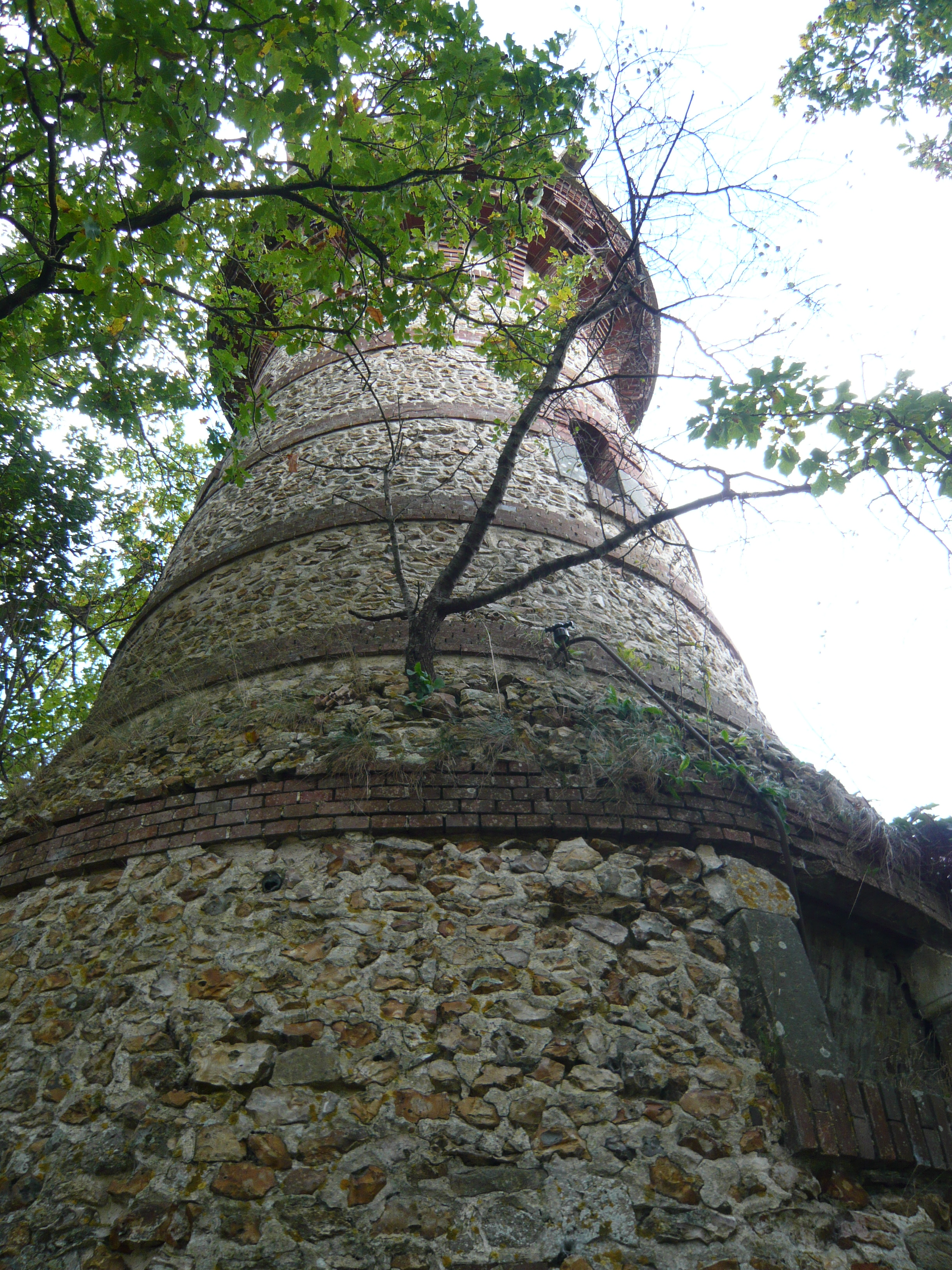

### Liens
- Ressource relative à l'architecture :   - Mérimée